# Leonid Govorov

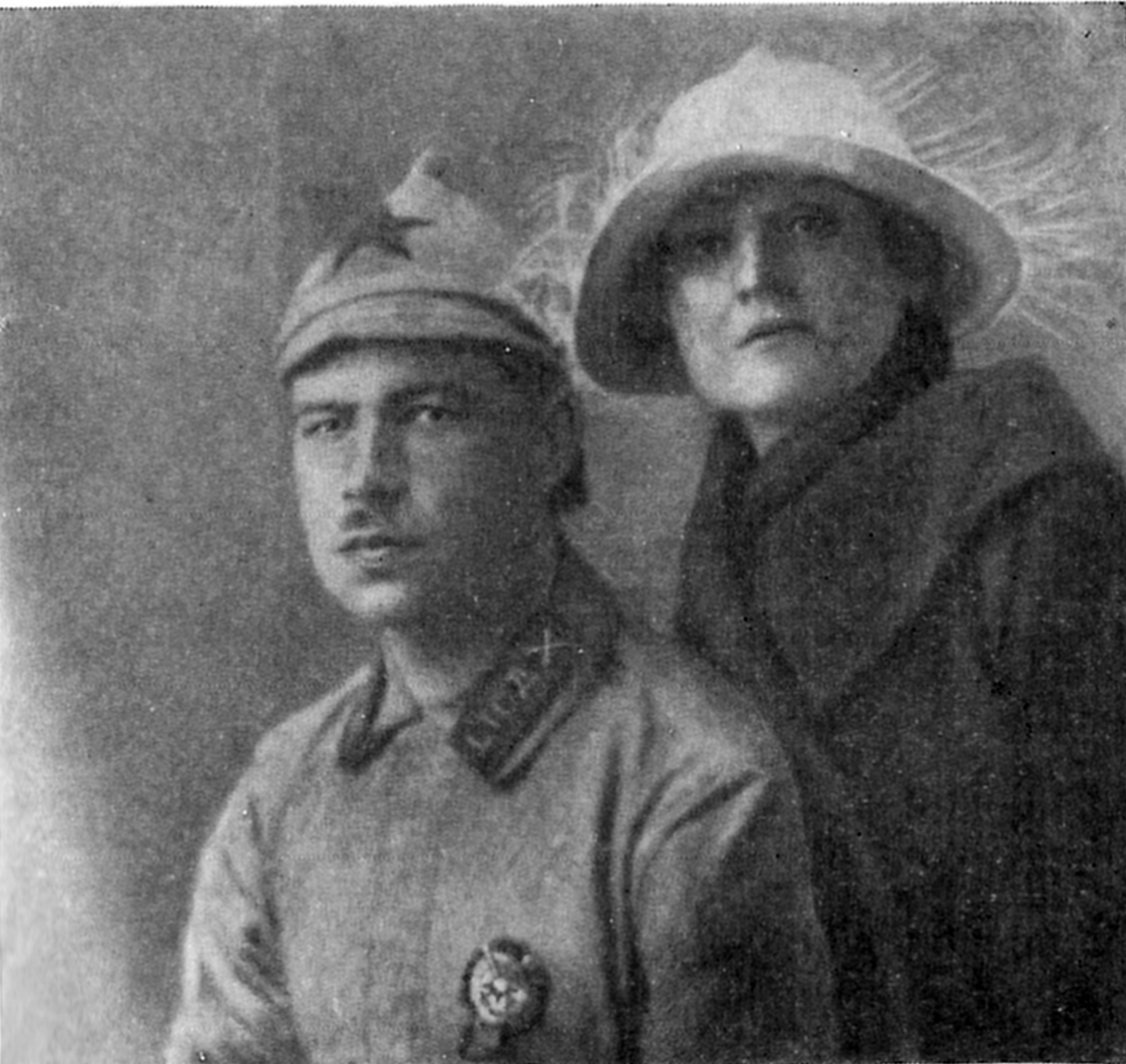
Govorov met zijn vrouw Lydia Ivanovna in 1923

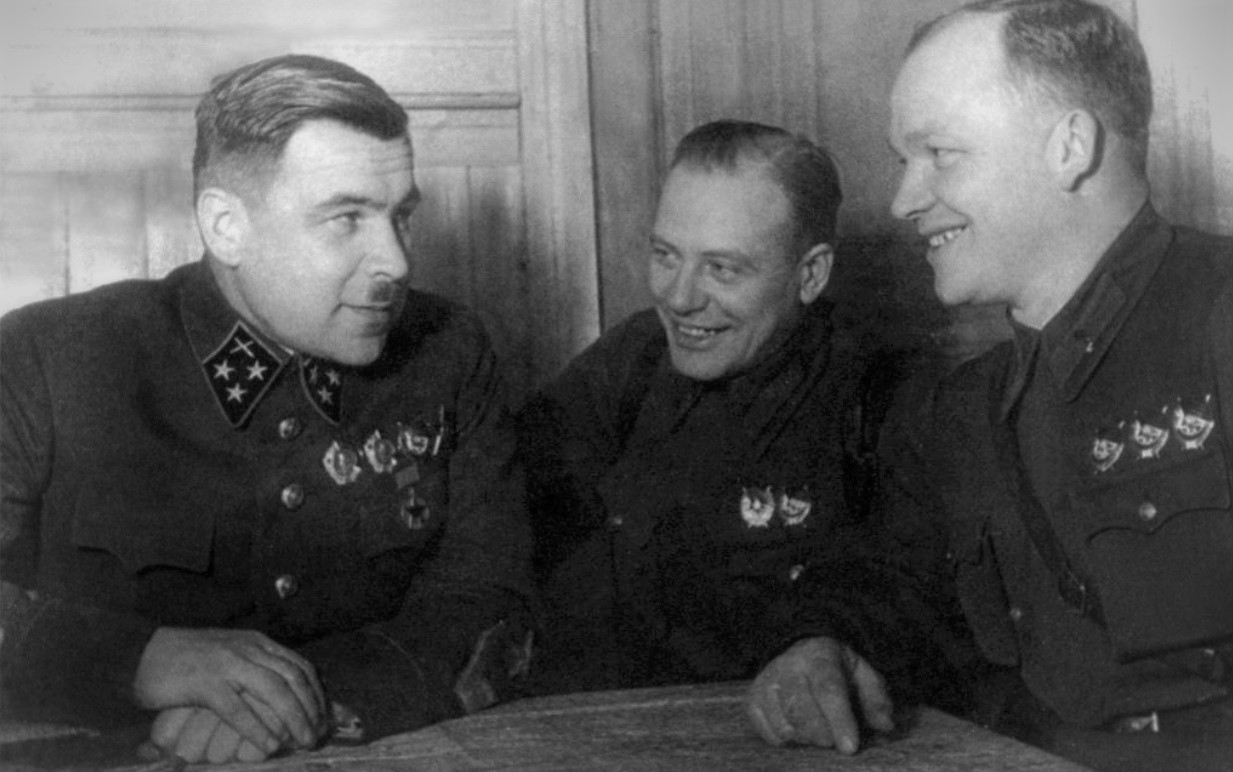
Govorov in februari 1942 bij Mozjajsk

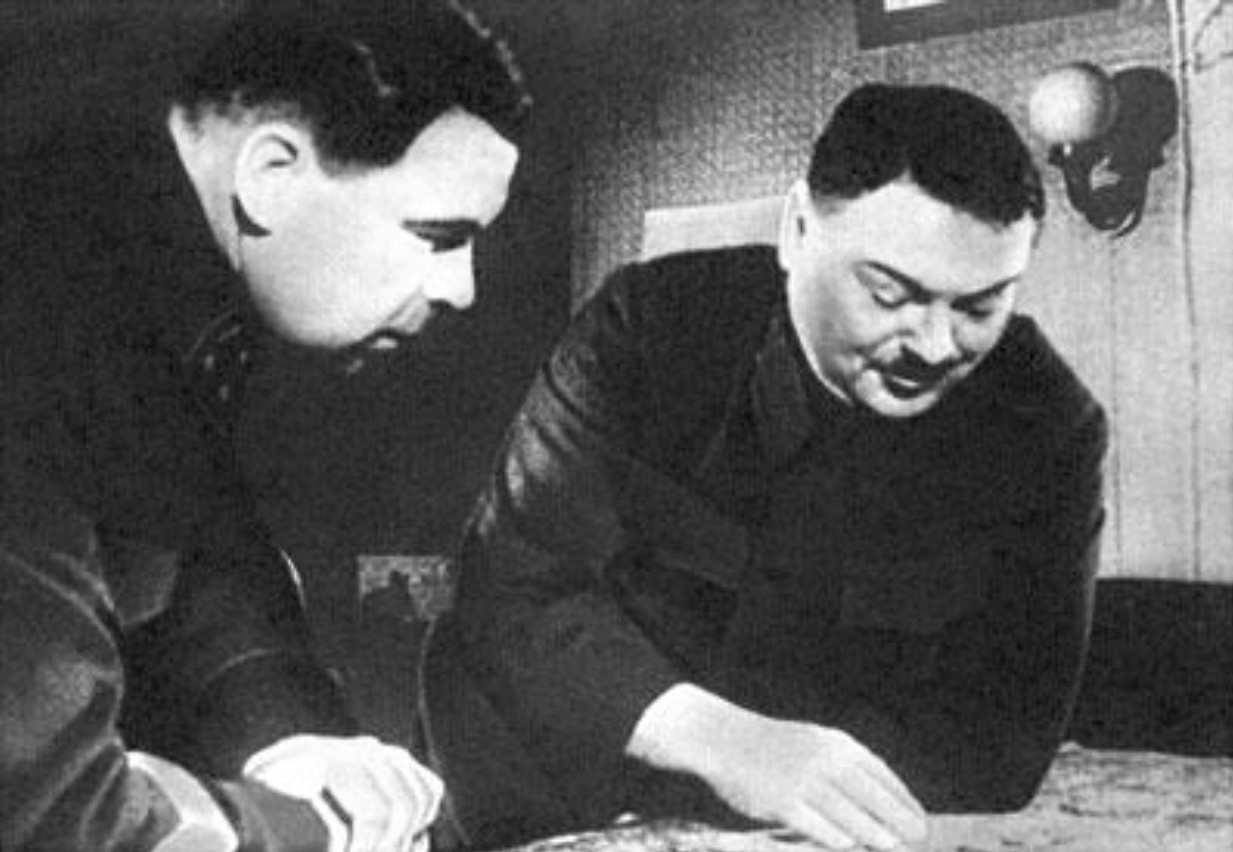
Govorov met Zjdanov in december 1942 bij het beleg van Leningrad

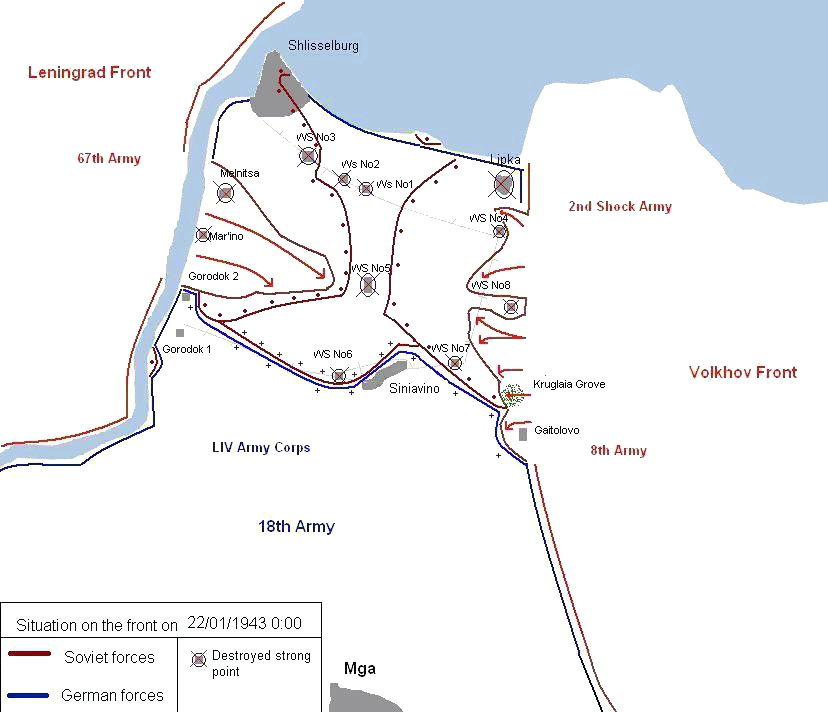
Operatie Iskra op 22 januari 1943

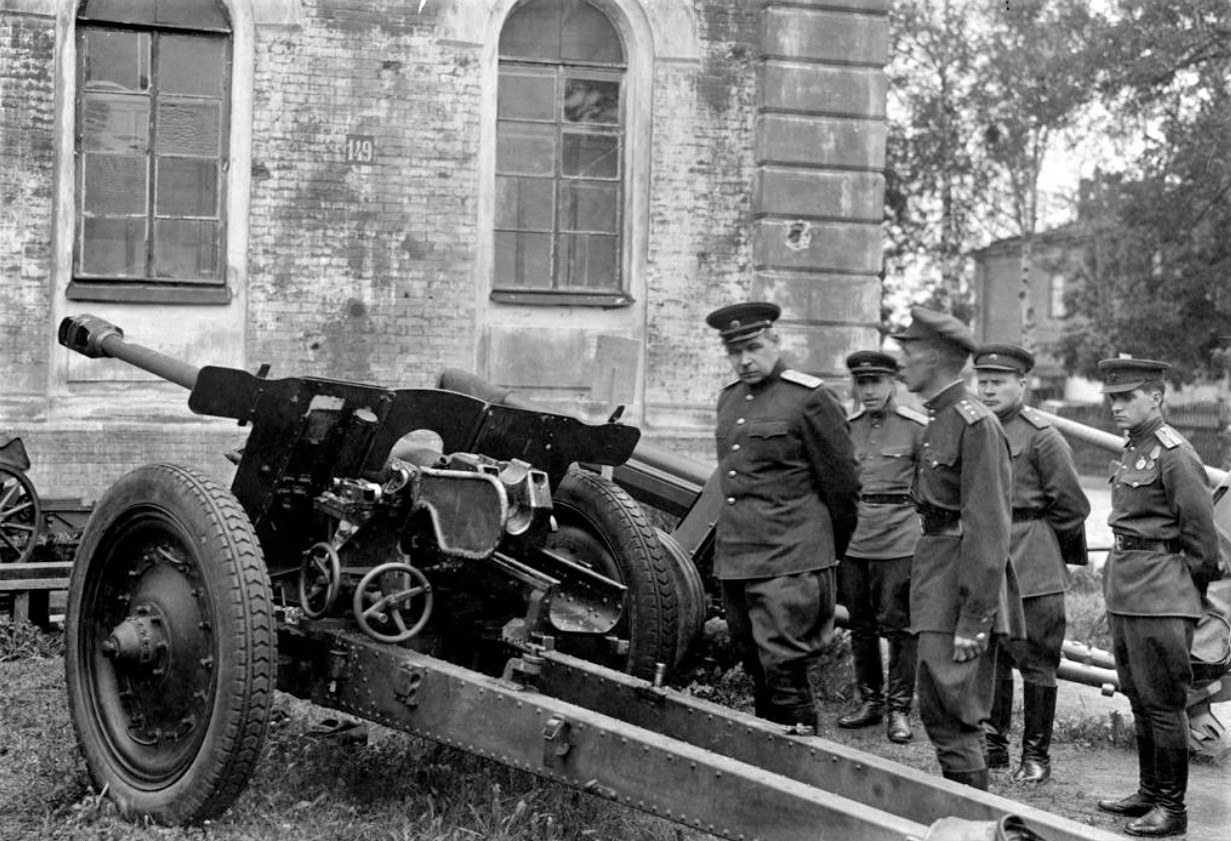
Govorov in 1943 in Leningrad met een buitgemaakt Duits antitankkanon PaK 35

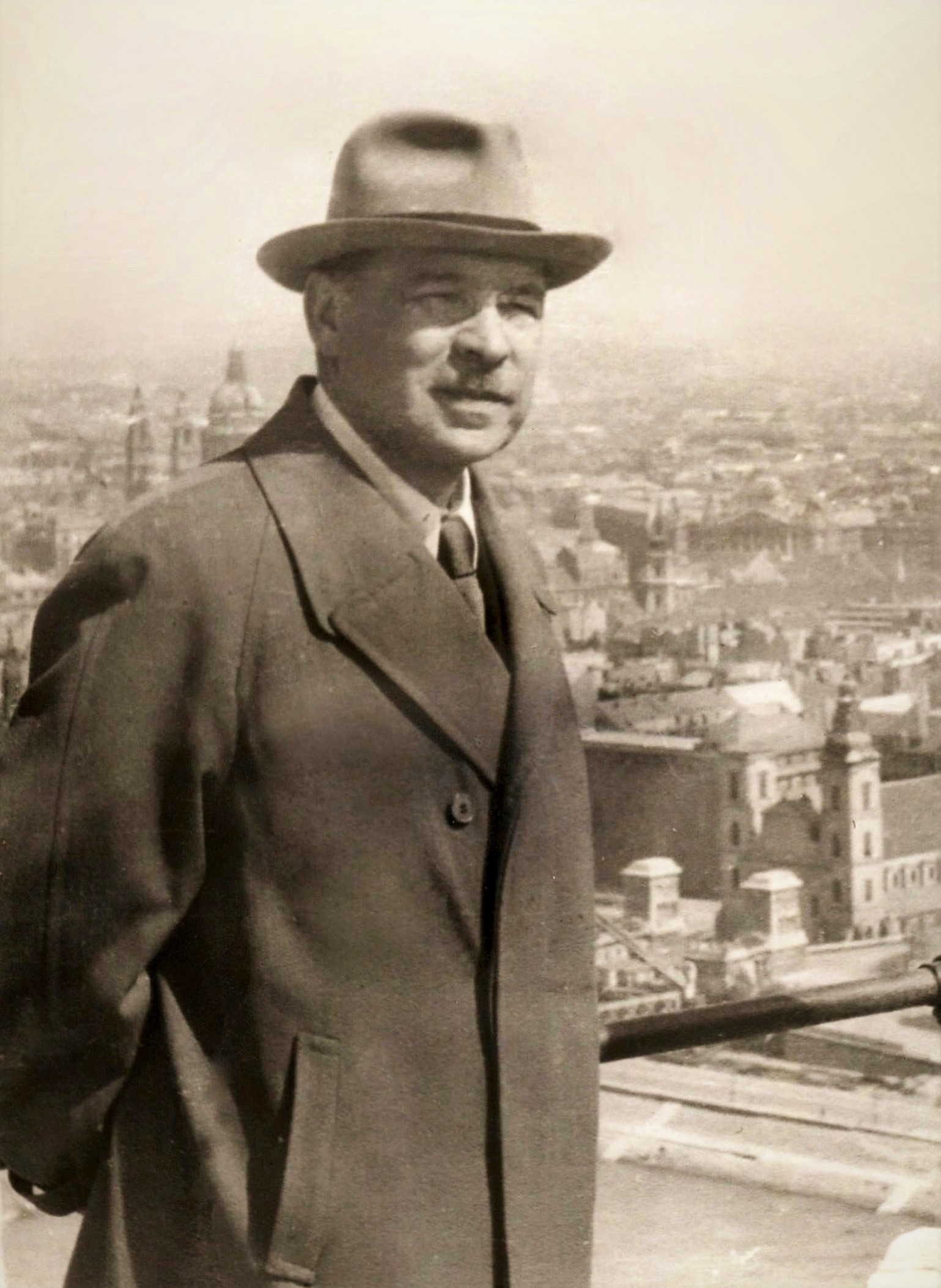
Govorov in herfst 1945

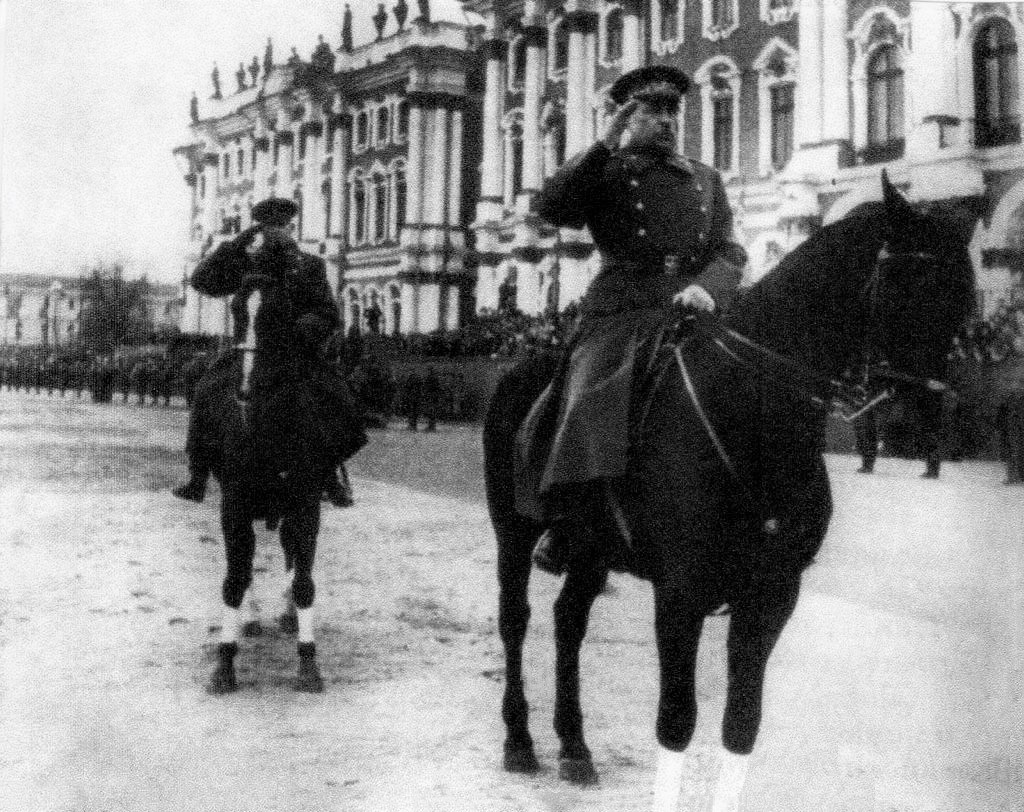
Govorov op 7 november 1947 op de parade ter herdenking van 30 jaar oktoberrevolutie.

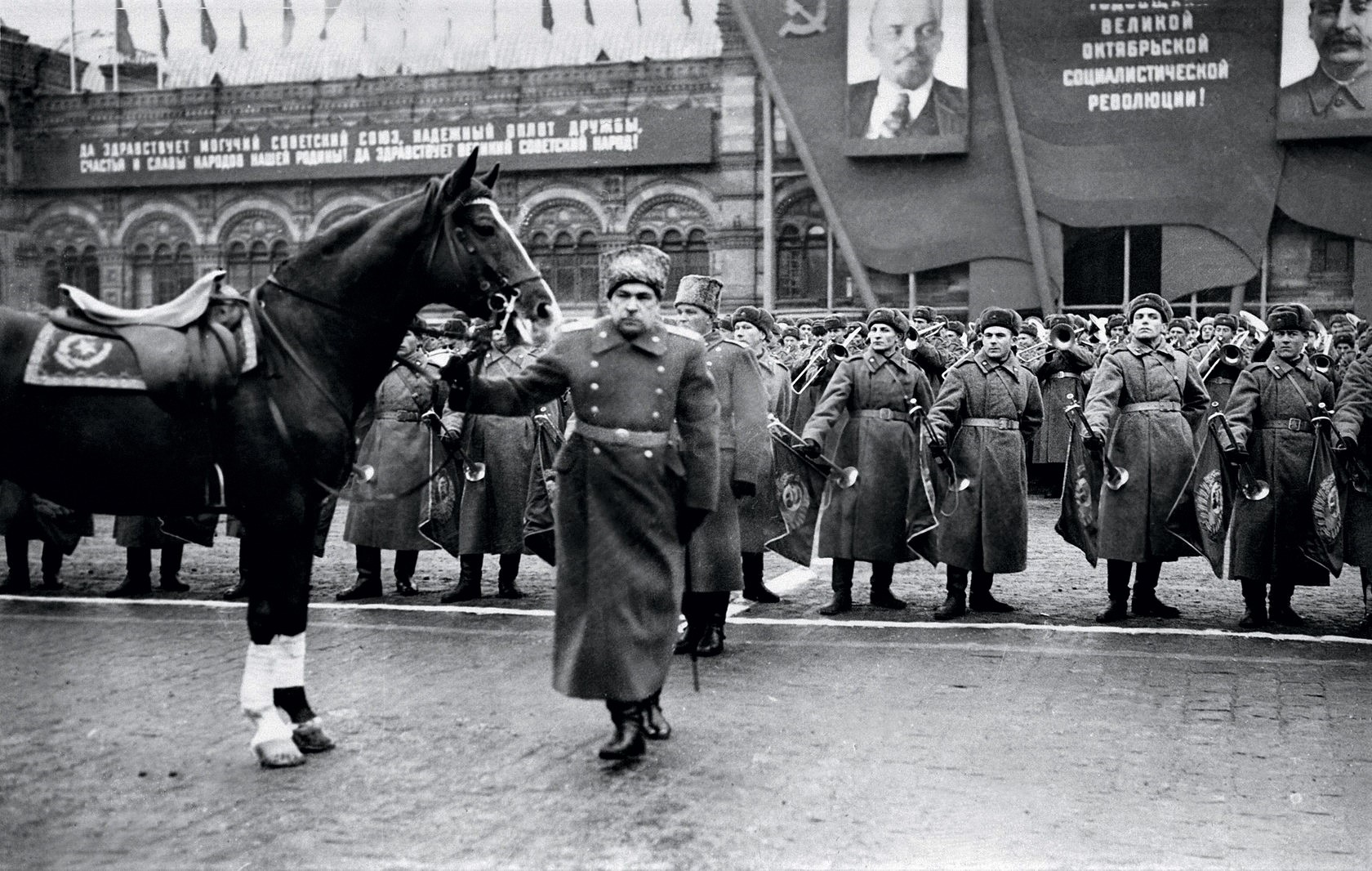
Govorov op 7 november 1947 op de parade ter herdenking van 30 jaar oktoberrevolutie.

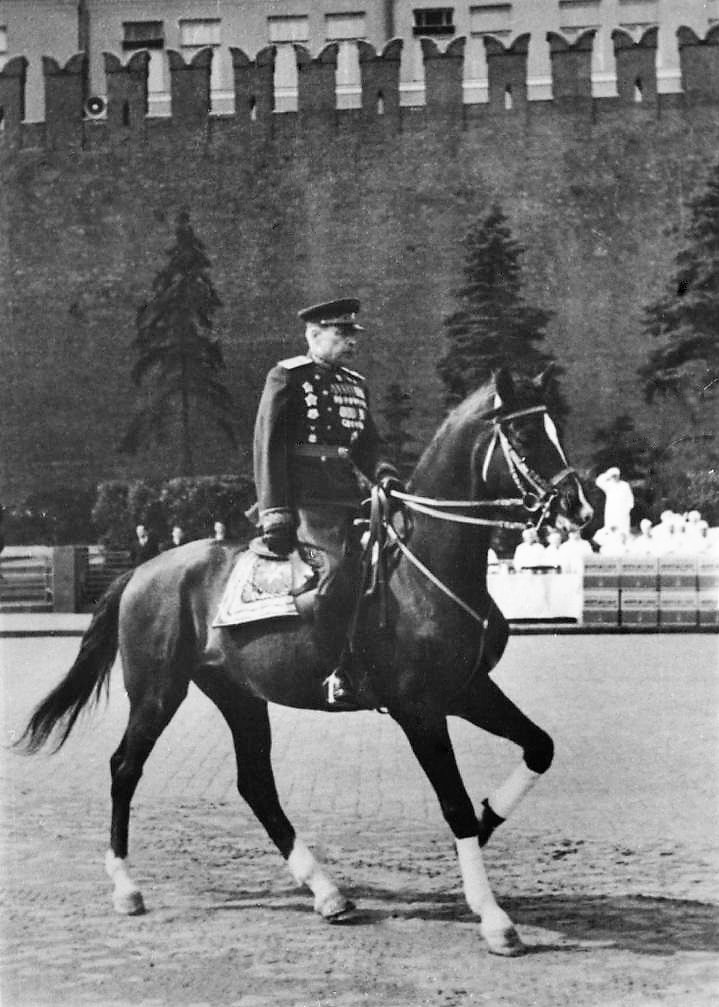
Govorov in 1949

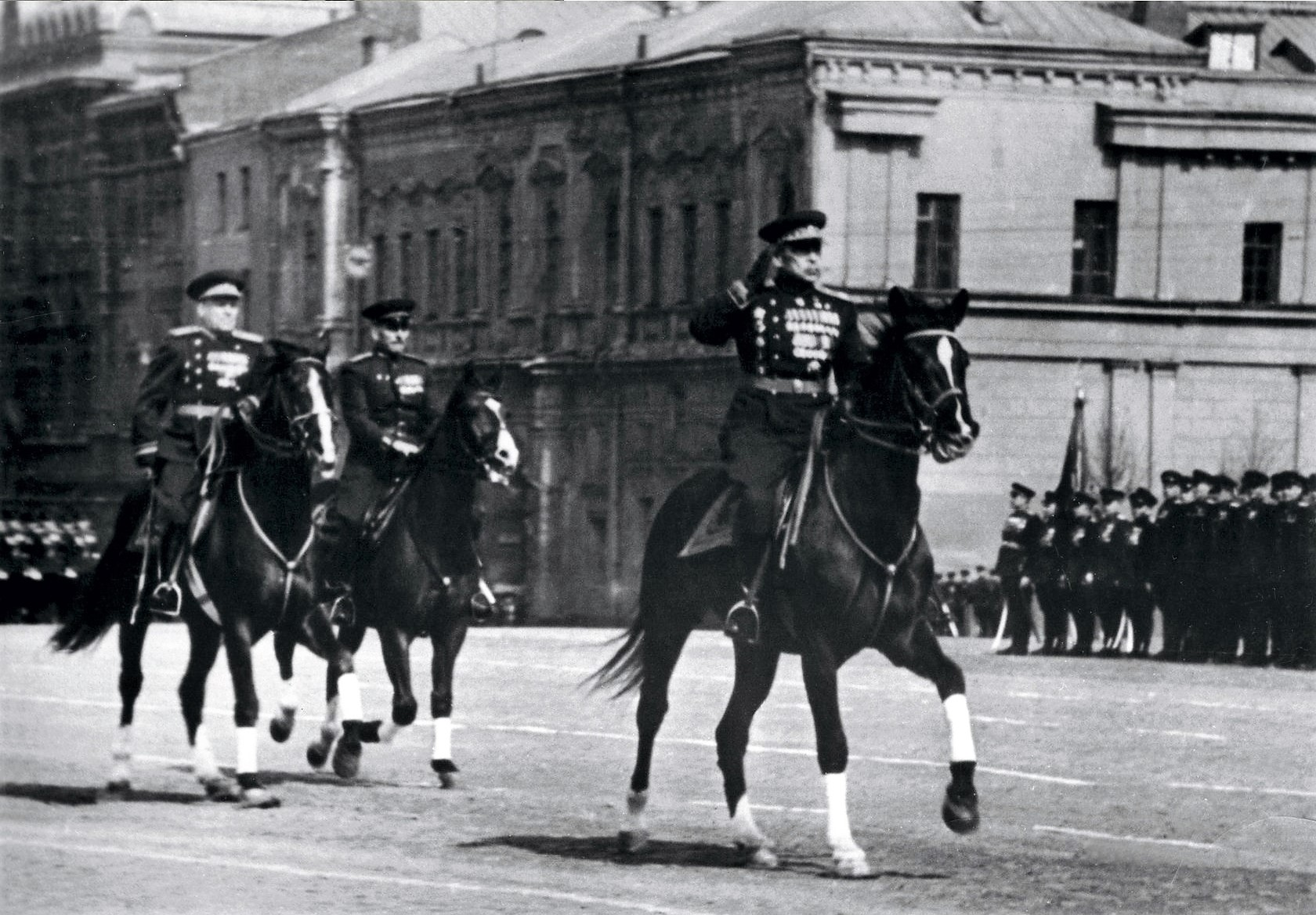
Govorov op de parade van 1 mei 1952

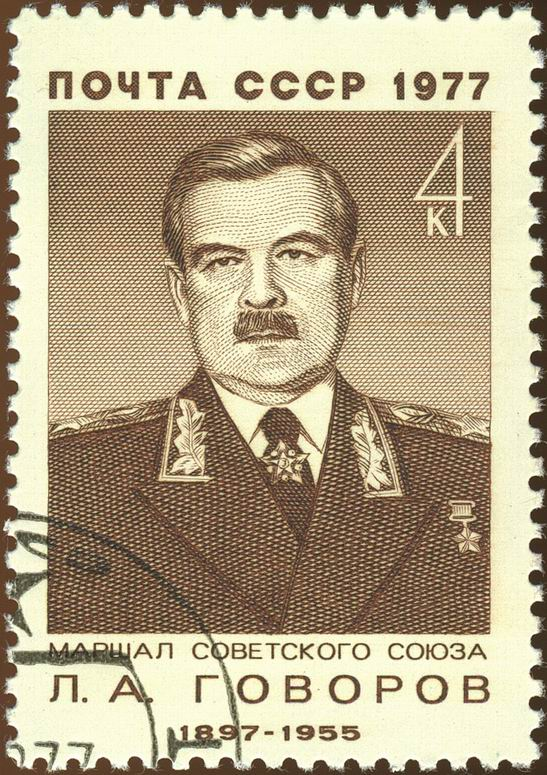
Govorov op een postzegel van de Sovjet-Unie uit 1977

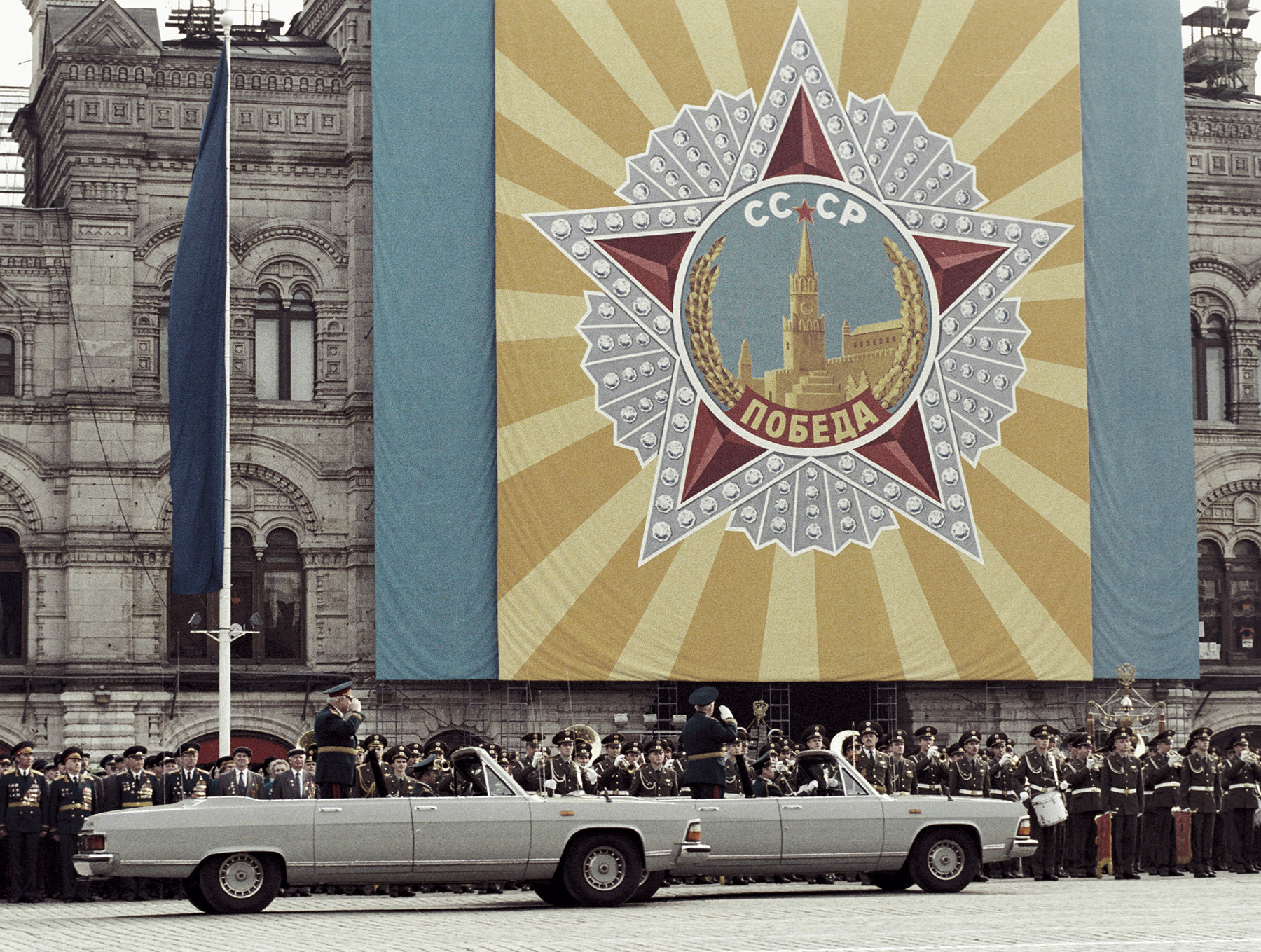
Leonid Govorov en Viktor Koelikov paraderen op 9 mei 1995 in open wagens op het Rode Plein in Moskou ter herdenking van 50 jaar overwinning in de Tweede Wereldoorlog

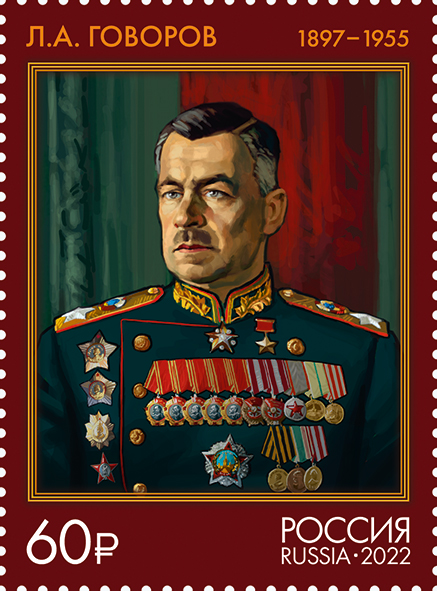
Govorov op een Russische postzegel van 2022

Leonid Aleksandrovitsj Govorov (Russisch: Говоров, Леонид Александрович) (Gouvernement Vjatka, 10 februari 1897 – Moskou, 19 maart 1955 was een maarschalk van de Sovjet-Unie en held van de Sovjet-Unie die vocht in de Tweede Wereldoorlog.

## Jeugd
Leonid werd geboren als oudste van vier zonen: na hem kwamen Nikolaj, Michail en Vladimir.
Zijn vader werkte als binnenschipper, matroos bij de stoomschipcompagnie van de Stachejev-kooplieden en als klerk op de Realschule in Jelaboega . Zijn moeder was huisvrouw.
Leonid bezocht de vakschool in Jaransk en dan de Realschule van Jelaboega, waar hij in 1916 afstudeerde. Hij ging naar de afdeling  scheepsbouw van het Polytechnische Instituut van Sint-Petersburg.
In december 1916 werd hij gemobiliseerd in het Leger van het keizerrijk Rusland. Hij werd naar de Konstantinovski Artillerie School gestuurd. In juni 1917 kreeg Govorov als  onderofficier het bevel over een mortierbatterij van het garnizoen van Tomsk.
In maart 1918 werd hij gedemobiliseerd en keerde hij terug naar zijn ouders in Jelaboega, waar hij een baan kreeg in een coöperatie.

## Russische Burgeroorlog
In september 1918 trok het volksleger van het Comité van Leden van de Constitutionele Raad Jelaboega in. Leonid en zijn broer Nikolaj voegden zich als vaandrig erbij. Ze werden toegewezen aan de artilleriebatterij van de 8e Kama Divisie Fuseliers van het 2e Oefa Legerkorps.
Vanaf maart 1919 maakte hij deel uit van de samenstelling van het Westerse leger. Later, in Sovjetvragenlijsten, schreef Govorov dat hij was gemobiliseerd. Hij nam deel aan het lenteoffensief van de legers van het oostfront van admiraal Aleksandr Koltsjak in de veldslagen bij Oefa, Zlato-oest, Tsjeljabinsk en op Tobol tegen het 5e Leger van het Rode Leger. Op 13 juli 1919 werd hij op bevel van de opperbevelhebber, admiraal Aleksandr Koltsjak samen met zijn broer Nikolaj, die in dezelfde batterij diende, gepromoveerd tot tweede luitenant. Op 27 juli werd het bevel gepubliceerd in de officiële krant van de militaire afdeling van Aleksandr Koltsjak "Russisch leger". In de onderscheidingslijsten en aantekeningen over de dienst in verband met de bevordering van de broers tot tweede luitenant, staat geschreven dat ze als vrijwilligers bij het Witte Leger zijn gegaan.
In december 1919, tegen de achtergrond van een algemene terugtrekking en desintegratie van de Koltsjak-troepen, deserteerde Govorov, samen met zijn broer en verschillende soldaten van zijn batterij, van de eenheid en ging naar Tomsk, waar hij, als onderdeel van een gevechtseenheid, deelnam aan een opstand tegen de witte autoriteiten, nadat hij de functie van assistent van de chef van de ploeg had gekregen.
Op 22 december 1919 kwam Tomsk onder de controle van het Rode Leger.
In januari 1920 voegde Govorov zich als vrijwilliger bij de 51st Divisie Fuseliers onder het bevel van Vasili Blücher, waar hij commandant werd van een artilleriebataljon. Al snel werd de hele divisie overgebracht naar het Zuidfront, waar de divisie, als onderdeel van de Perekop-aanvalsgroep van het 6e leger onder bevel van A. I. Kork vocht tegen het leger van generaal Pjotr Wrangel.
In 1920 raakte Govorov twee keer gewond: in augustus, in de buurt van het dorp Serogozy, tijdens verdedigingsgevechten in de Kachovka- regio, kreeg hij een granaatscherf in zijn been, en in september, in een gevecht bij Antonivka, kreeg hij een kogelwond in de arm.
In 1921 ontving Govorov de Orde van de Rode Banier "voor grote moed en moed getoond in de veldslagen tegen het leger van Wrangel tijdens de operatie Perekop-Chonhar".

## Interbellum
In oktober 1923 werd Govorov hoofd van de artillerie van de 51e Divisie Fuseliers van Perekop. Sinds november 1924 diende Govorov als commandant van het regiment artillerie van deze divisie. Inwoners van Odessa, waar de divisie haar hoofdkwartier had, kozen Govorov als plaatsvervanger van de gemeenteraad en het uitvoerend comité.
In 1926 studeerde hij na zelfstudie af aan de vervolgopleiding artillerie voor officieren. In 1930 studeerde hij af aan de Froenzeacademie.
Vanaf mei 1931 diende hij als chef van de artillerie van de versterkte regio Rîbnița.
Vanaf juli 1934 was hij chef van de artillerie van het 14e en 15e korps fuseliers.
Hij studeerde op zijn eentje Duits en legde hij examen af voor militair vertaler.
Op 5 februari 1936 werd Govorov brigadecommandant.
Van februari tot oktober 1936 was hij hoofd van een afdeling in de artillerie-afdeling van het militair district Kiev.
Nog in 1936 werd hij opgenomen in de eerste groep studenten van de Academie van de Generale Staf van het Rode Leger, die vier toekomstige maarschalken van de Sovjet-Unie, zes legergeneraals, acht kolonel-generaals en een admiraal voortbracht.
Tijdens de  Grote Zuivering stond onder verdenking van de NKVD wegens zijn dienst en die van zijn broer in het Witte Leger van Aleksandr Koltsjak en vermoedens van banden met de "Industriële Partij". Halverwege de jaren dertig ontving hij een aanklacht wegens sabotage in de artilleriedepots van het militair district Kiev en beschuldigingen van banden met de vijanden van het volk I. I. Garkavym, S. A. Toerovski, B. I. Bobrov, P. P. Grigorjev en D. A. Koetsjinski, maar hij bleef gespaard door tussenkomst van Michail Kalinin.
In 1938 studeerde hij voortijdig af en werd benoemd tot leraar tactiek in de Artillerie Academie van het Rode Leger. F.E. Dzerzjinski. In 1939 voltooide hij zijn eerste wetenschappelijke werk over het onderwerp "Aanval en doorbraak van een versterkt gebied".

## Winteroorlog
In januari 1940 werd hij stafchef van de artillerie van het 7e leger, dat deelnam aan de Winteroorlog op het grondgebied van de Karelische landengte. Voor werk aan de voorbereiding en artillerieondersteuning van de doorbraak van het gedeelte van de Mannerheim-linie ontving Govorov de Orde van de Rode Ster.
In maart 1940 werd hij plaatsvervangend inspecteur-generaal van de artillerie van de GAU RKKA.
Op 4 juni 1940 werd hij generaal-majoor van de artillerie.

## Tweede Wereldoorlog
In mei 1941 werd hij hoofd van de Artillerie Academie van het Rode Leger, vernoemd naar F. E. Dzerzjinski.
Vanaf 23 juli 1941 bevond hij zich aan het front als chef van de artillerie in het Westelijk Front. Sinds 30 juli leidde hij de artillerie van het Reserve Front, richtte hij antitankverdediging op en bereidde de offensieve operatie Jelnin voor.

## Operatie Taifun
Van 5 tot 9 oktober 1941 organiseerde Govorov de Mozjajsk-verdedigingslinie. Op bevel van Stavka van 9 oktober werd Govorov plaatsvervangend commandant van de troepen van deze formatie. 
Op 12 oktober trad de Mozjaisk-verdedigingslinie toe tot de organisatiestructuur van het Westelijk Front en hij werd hoofd van de artillerie van het Westelijk Front.
Op 15 oktober nam Govorov het bevel over het 5e Leger over van de gewonde D. Leljoesjenko. Op 18 oktober ondertekende Zjoekov de benoeming.
Hij leidde defensieve veldslagen aan de rand van Mozjajsk. Op 18 oktober braken Duitse tanks door de verdediging van de 32e Divisie Fuseliers. Gevechten begonnen om de hoofdwegen van Mozjaisk en Minsk te verdedigen. Govorov overtuigde Zjoekov dat Mozjajsk niet te houden was en het 5e leger verliet Mozjajsk. 
In de eerste helft van november, gebruikmakend van een pauze van twee weken in de strijd, organiseerden de troepen van het 5e leger een diepteverdediging aan de rand van Moskou, ondersteund door een krachtige artillerie-barrière en manoeuvreerbare antitankdetachementen, en breidden troepen en middelen voor op het tegenoffensief. 
Op 9 november werd Govorov luitenant-generaal van de artillerie.
Op 10 november ontving hij de Leninorde.
Op 1 december brak Günther von Kluge met zijn 4e Leger (Wehrmacht) 10 km door de verdediging van het 5e Leger (Sovjet-Unie) en het 33e Leger (Sovjet-Unie).en bereikte Akoelovo.
Govorov leidde persoonlijk de verdediging op het slagveld en stuitte de doorbraak tegen 4 december.
Op 6 december begon de Klinsko-Solnetsjnogorsk-operatie van de troepen van de rechtervleugel van het Westelijk Front, waaraan vanaf de tweede helft van december eenheden van de rechtervleugel van het 5e leger actief deelnamen. 
Op 11 december begon een algemeen offensief.
Op 2 januari 1942 ontving Govorov zijn tweede Leninorde voor zijn bijdrage aan het tegenoffensief van december nabij Moskou.

Luitenant-generaal Com. Govorov voert sinds 18 oktober 1941 het bevel over het 5e Leger. De verdedigingsoperaties van Mozjajisk en Zvenigorod werden met succes uitgevoerd. Het voert goed offensieve operaties uit om de vijandelijke groep Mozjajsk-Gzjatsk te verslaan.
Operationeel en tactisch goed voorbereid. Het grootste nadeel van kameraad. Govorov is een zekere spreiding langs het hele front en een gebrek aan vaardigheid in het verzamelen van een vuist voor een stakingsactie ... Kameraad. Een spreker met een vaste wil, veeleisend, energiek, moedig en georganiseerd commandant van de troepen.
Gevechtskenmerken van de commandant van het 5e leger, luitenant-generaal van artillerie L. A. Govorov;
ondertekend door de commandant van de troepen van het Westelijk Front, generaal van het leger G. K. Zjoekov en een lid van de militaire raad van het front, I.S. Chochlov,
28 januari 1942

In april werd Govorov in het ziekenhuis opgenomen met een blindedarmontsteking, en I. I. Fedjoeninski verving hem als commandant van het 5e leger.

## Beleg van Leningrad
Op 21 april werd het Volchovfront ontbonden vanwege het mislukken van de Loeban-operatie en toegevoegd aan het Leningradfront. Vanaf 25 april nam Govorov het bevel over de Leningrad-troepengroep van dit Leningradfront ( 23e, 42e en 55e Legers, operationele groepen Primorskaja en Neva ). Vanaf het moment dat hij aantrad, concentreerde hij zich op batterijen om vijandelijke batterijen uit te schakelen. Hij richtte de Leningrad-artillerie tegen batterijen op waartoe ook de artillerie van de Baltische Vloot behoorde.
Hij verzocht Stavka om een twee eskaders vliegtuigen voor Leningrad. Hij versterkte de buitenste verdedigingsperimeter met vijf versterkte gebieden aan de stadspoorten met afzonderlijke bataljons artillerie en machinegeweren.
Hij liet doorlopende loopgraven graven in alle sectoren. Hij richtte een frontreserve op. Het hele gebied binnen de ring was verdeeld in zeven sectoren, elk kreeg afzonderlijke delen toegewezen en er werd een vuursysteem gebouwd. De hele stad werd versterkt, waarbinnen het mogelijk was om grote troepen en middelen onzichtbaar voor de vijand te manoeuvreren.
Op 8 juni, na de nederlaag van het 2e Stoottroepenleger, werd het Volchovfront opnieuw opgericht. Govorov nam de leiding over van M. S. Chozin als commandant van het Leningradfront. 
In juli werd hij lid van de Communistische Partij van de Sovjet-Unie.
In de zomer van 1942 bereidde Govorov de strijdkrachten van het front (Neva Operational Group, 55e Leger) voor op deelname aan de offensieve operatie van Sinjavino. Het doel van de operatie was Leningrad vanaf het land te deblokkeren en Operatie Nordlicht van Heeresgruppe Nord te verstoren. 
Eind september werd duidelijk dat de krachten van de fronten het beleg van Leningrad niet konden doorbreken. 
Op 1 oktober ontving het bevel van het Leningradfront een bevel van Stavka om zich terug te trekken naar hun oorspronkelijke posities. De operationele groep Nevski behield de Nevski saillant.  
Eind oktober begon Govorov een nieuwe operatie te ontwikkelen. 
Op 25 november begon de voorbereiding van fronteenheden voor de komende vijandelijkheden.
Op 2 december keurde Stavka het plan voor de operatie Iskra goed. Het doel van de operatie was om de vijandelijke groepering in het gebied van de Sinjavino-richel te doorbreken met tegenaanvallen vanaf het Leningradfront en het Volchovfront, verbinding te maken ten zuiden van het Ladogameer en het beleg van Leningrad te doorbreken.
Op 12 januari 1943 begon de offensieve operatie van de troepen van het Leningradfront en het Volchovfront.
Op 15 januari werd Govorov kolonel-generaal. 
Op 18 januari ontmoetten troepen van het Volchov Front en het Leningradfront elkaar: het beleg van Leningrad was verbroken. 
Op 27 februari werd het offensief gestopt en begon het bevel over de fronten plannen op te stellen voor een nieuwe offensieve operatie. 
Voor de operatie om het beleg van Leningrad op 28 januari te doorbreken, ontving Govorov de Orde van Soevorov, 1e klasse. 
In juli-augustus nam het 67e leger van het Leningradfront deel aan de Mga-operatie. Het doel van deze operatie was het verstoren van de plannen van het commando van Heeresgruppe Nord om het beleg te herstellen. In september werd het plan van de strategische operatie Leningrad-Novgorod, ontwikkeld met de actieve deelname van Govorov, ingediend bij Stavka. Volgens het plan van deze operatie moesten de troepen van het Leningradfront de volledige opheffing van het beleg uitvoeren en het grondgebied van de regio Leningrad bevrijden van vijandelijke eenheden. 
Op 17 november, midden in de voorbereidingen voor de operatie, werd Govorov legergeneraal.
Op 14 januari lanceerden de troepen van het Leningradsfront de operatie Leningrad-Novgorod. Tijdens het offensief brak het Leningrad Front diep door de verdediging van de vijand en versloeg de Peterhof-Strelna-groepering. 
Op 27 januari 1944 werden de vijandelijke troepen 80 km van de stad teruggedrongen. 
Op 27 januari liet Govorov namens Stalin vuurwerk afsteken in Leningrad om de definitieve opheffing van het beleg te vieren.
Terwijl ze het offensief ontwikkelden, legden de troepen van het Leningradfront onder het bevel van Govorov 110 km af, bereikten de Narva (rivier) en veroverden een bruggenhoofd op de westelijke oever. Voor succes bij het uitvoeren van de operatie om het beleg van Leningrad op te heffen, ontving Govorov op 21 februari de tweede Orde van Soevorov, 1e klasse.
Op 1 maart 1944 trokken de troepen van het Leningradfront tijdens het offensief 250 km westwaarts. Tijdens het offensief werden drie vijandelijke divisies vernietigd en 23 werden verslagen, en de regio Leningrad en een deel van de regio Kalinin werden bijna volledig bevrijd.

## Vervolgoorlog
Op 10 juni begon het Leningradfront, samen met het Karelische Front, de Baltische vloot, de Ladogameer- en Onegameer-flottieljes, met de operatie Vyborg-Petrozavodsk met als doel Finland terug te trekken uit de Vervolgoorlog.
De operatie werd gestart door 150.000 man van het Leningradfront 21e en 23e Leger, waarna in juli 1944 het Karelische Front (32e en 7e Leger) in de aanval ging. Vooraf voerde Govorov een grote afleidingsmanoeuvre uit met een demonstratie van de op handen zijnde aanval op Narva. Ondertussen bracht de Baltische Vloot in het geheime eenheden van het 21e Leger van de regio Oranienbaum naar de Karelische landengte. Dit verraste de vijand.
Het offensief werd voorafgegaan door luchtaanvallen en 10 uur artilleriebeschieting met 500 kanonnen op 1 km van het front. De Finnen werden verrast.
Gedurende tien dagen van gevechten braken de troepen van het Leningradfront op 11, 17 en 19 juni door drie verdedigingslinies van de Mannerheim-linie hersteld door de Finnen in 1941-1944. Het tempo van de opmars was 10-12 km per dag. In een richtlijn van 11 juni 1944 merkte Stavka het succesvolle verloop van het offensief op en beval het de troepen van het Leningradfront om Vyborg op 18 en 20 juni in te nemen.
Voor de behaalde successen werd Govorov op 18 juni maarschalk van de Sovjet-Unie.
Op 20 juni veroverde het 21e Leger van het Leningradfront tijdens hardnekkige veldslagen de zuidelijke buitenwijken en het centrum van Vyborg. Na de bezetting van de stad verduidelijkte Stavka de taken voor het Leningradfront. De richtlijn van 21 juni stelde dat het front op 26 en 28 juni de Karelische landengte van de vijand moest zuiveren ten noordoosten van de Vuoksi-rivier en het meer. De troepen van het Leningradfront voldeden aan deze instructies en zetten het offensief voort. Het Finse commando besefte het dreigende gevaar en trok met spoed reserves op. Daarom kon het 21e Leger tijdens de eerste tien dagen van juli slechts 10-12 km oprukken. Tegen die tijd was het 23e Leger de Vuoksi-rivier overgestoken en had het een voet aan de grond gekregen op de noordelijke oever. In de periode van 4 juli tot 6 juli veroverden Sovjet troepen, in nauwe samenwerking met de Baltische Vloot, door een aantal amfibische aanvalstroepen te landen, de belangrijkste eilanden van de baai van Vyborg en begonnen ze zich voor te bereiden op een landing op de noordkust. achter de Finse troepen.
Ondertussen werd Finse verzet op de Karelische landengte intenser. Half juli opereerde hier tot driekwart van het hele Finse leger, 60.000 man. Zijn troepen bezetten de linie, die voor 90% door waterhindernissen ging met een breedte van 300 m tot 3 km. Hierdoor konden de Finnen een stugge verdediging creëren. Verdere voortzetting van het offensief van de Sovjet troepen op de Karelische landengte onder deze omstandigheden kon leiden tot ongerechtvaardigde verliezen. Daarom beval het hoofdkwartier het Leningradfront vanaf 12 juli 1944 om in de verdediging te gaan bij de bereikte linie.
Tijdens het offensief, dat meer dan een maand duurde, dwongen de troepen van het Leningradfront de Finnen om aanzienlijke troepen van Zuid-Karelië naar de Karelische landengte over te brengen. Dit veranderde de krachtsverhoudingen ten gunste van de troepen van het Karelische Front en schiep zo gunstige voorwaarden voor het succes van hun aanval. Op 9 augustus bereikten de troepen van het Karelische Front de linie van Kuutamalahti, Kuolisma, Pitkjaranta, waarmee ze de offensieve operatie Vyborg-Petrozavodsk voltooiden. Op 4 september sloot de Finse regering een wapenstilstand met de Sovjetregering. Op hun beurt, vanaf 8:00 op 5 september, stopten het Leningradfront en het Karelische Front, op bevel van Stavka de vijandelijkheden tegen de Finse troepen.

## Slag om Koerland
Van 24 juli tot 24 november hebben eenheden van het Leningradfront, die onder leiding van Govorov het Narva-, Tallinn- offensief en Moonsund-landingsoperaties uitvoerden, de Duitse Armee-Abteilung Narwa verslagen en de vijand uit Estland verdreven. Vanaf 1 oktober vervult hij op bevel van Stavka, gelijktijdig met het bevel over zijn Front, de taak om de acties van het 2e Baltische Front en 3e Baltische Front in de operatie in Riga te coördineren. Na de bevrijding van Riga op 16 oktober werd het 3e Baltische Front ontbonden en begonnen de 1e en 2e Baltische Fronten de omsingeling van de Heeresgruppe Kurland.
Bij decreet van het presidium van de Opperste Sovjet van 27 januari 1945 werd Govorov held van de Sovjet-Unie met de Leninorde en de Gouden Ster.
Vanaf begin februari werd hij tegelijkertijd benoemd tot commandant van de strijdkrachten van het 2e Baltische Front. Op 1 april werd het front ontbonden en werden alle eenheden onderdeel van het Leningradfront. Hij leidde de Slag om Koerland tegen Heeresgruppe Kurland. Op 8 mei capituleerde de Heeresgruppe Kurland.

## Na de oorlog
Bij decreet van het presidium van de Opperste Sovjet van 31 mei 1945 ontving Govorov de Orde van de Overwinning voor de overwinning op de Duitse troepen bij Leningrad en in de Baltische staten.
Op 9 juli 1945 werd hij commandant van het militair district Leningrad, gevormd op basis van het Leningradfront.
Vanaf april 1946 was hij hoofdinspecteur van de grondtroepen. 
Vanaf januari 1947 was hij de hoofdinspecteur van de strijdkrachten van de USSR.
Vanaf 7 juli 1948 werd hij ook commandant van de Vojska PVO.
Sinds maart 1950 was hij tegelijk de viceminister van Defensie van de USSR. Onder zijn leiding voerde de USSR een structurele reorganisatie door van de controle over de luchtverdedigingstroepen, in de luchtverdedigingseenheden worden luchtdoelraketsystemen, straaljagers en de nieuwste radarstations overgenomen.
In januari 1948 zat hij de krijgsraad voor in een zaak tegen de admiralen Nikolaj Koeznetsov, L. M. Galler, V. A. Alafoezov en G. A. Stepanov. De beschuldiging luidde dat ze in 1942-1944, zonder toestemming van de USSR-regering, geheime technische documenten en zeekaarten aan het Verenigd Koninkrijk en de Verenigde Staten hadden overhandigd. De krijgsraad achtte hen schuldig en besloot een verzoekschrift in te dienen bij de Raad van Ministers van de USSR om de daders voor het gerecht te brengen door het Militaire Collegium van het Hooggerechtshof van de USSR. In februari 1948 vond het Militaire Collegium van het Hooggerechtshof van de USSR de admiralen schuldig aan de aanklachten tegen hen en veroordeelde Galler, Alafuzov en Stepanov tot gevangenisstraffen. In 1953 werden alle veroordeelden in deze zaak in eer hersteld. 
Op het 19e congres van de Communistische Partij van de Sovjet-Unie in oktober 1952 werd hij gekozen tot kandidaat-lid van het Centraal Comité van de Communistische Partij van de Sovjet-Unie.
Vanaf april 1953 werd hij benoemd tot hoofdinspecteur van het USSR-ministerie van Defensie. In mei 1954 werd hij de eerste opperbevelhebber van de luchtverdediging van de USSR en viceminister van Defensie van de USSR.
Govorov leed aan hoge bloeddruk door stress van de oorlog. In juli 1954 kreeg hij een aanval van angina pectoris, die eindigde in een hartinfarct. Op 2 maart 1955 kreeg hij een derde hartaanval. Hij stierf in de nacht van 19 maart 1955 in het sanatorium van Barvicha bij Moskou. Na zijn dood werd hij gecremeerd en de urn met de as werd bijgezet in de Kremlinmuur-necropolis op het Rode Plein in Moskou.

## Familie
- De broers Nikolaj, Michail en Vladimir werden allemaal bevelhebbers van het Rode Leger.

Nikolaj studeerde in 1918 af van school, vocht in het Witte Leger met Leonid en deserteerde. Daarna diende hij in het Rode Leger, gedemobiliseerd om gezondheidsredenen. Michail vocht met de Basmatsji, in 1932 stierf hij onverwachts aan tyfus. Vladimir diende in het Rode Leger, in 1941 werd hij gearresteerd en veroordeeld tot 10 jaar in de kampen, in 1943 kwam hij vrij na Leonid Govorovs persoonlijk verzoek aan Jozef Stalin.
- Echtgenote - Lydia Ivanovna (1903-1983).
- Kinderen, kleinkinderen en achterkleinkinderen:
  - Vladimir Leonidovitsj ( 1924 - 2006 ) - generaal van het leger, held van de Sovjet-Unie, voorzitter van het Russische Comité van oorlogsveteranen en militaire dienst. Hij was getrouwd met de dochter Ljoedmila van de maarschalk van de artillerie Mitrofan Nedelin
    - Leonid Vladimirovitsj (geboren in 1952) is een militaire en politieke figuur in Rusland.
      - Maria Leonidovna.
      - Ljoedmila Leonidovna.
      - Sergej Leonidovitsj (1944-2013) - gepensioneerde kolonel
        - Aleksej Sergejevitsj Govorov (geboren 1971)
          - Pavel Aleksejevitsj.

Alle doden werden begraven op de Novodevitsjibegraafplaats in Moskou behalve maarschalk Govorov zelf.

## Militaire rangen
- Vaandrig 1917
- Tweede luitenant: 13 juli 1919
- Brigadecommandant: 5 februari 1936
- Divisiecommandant: 21 maart 1940
- Generaal-majoor van de artillerie: 4 juni 1940
- Luitenant-generaal van de artillerie: 9 november 1941
- Kolonel-generaal: 15 januari 1943
- Legergeneraal: 17 november 1943
- Maarschalk van de Sovjet-Unie: 18 juni 1944

## Onderscheidingen

### Binnenlandse
- Held van de Sovjet-Unie met Gouden Ster 27 januari 1945
- 5 x Leninorde 10 november 1941, 2 januari 1942, 27 januari 1945, 21 februari 1945 en 21 februari 1947
- Orde van de Overwinning Nr. 10 31 mei 1945
- 3 x Orde van de Rode Banier 1921, 3 november 1944 en 15 november 1950
- 2 x Orde van Soevorov 28 januari 1943 en 21 februari 1944
- Orde van Koetoezov, 1e klasse 29 juli 1944
- Orde van de Rode Ster 15 januari 1940
- Jubileummedaille voor XX jaar Rode Leger van Arbeiders en Boeren
- Jubileummedaille voor 30 Jaar Sovjet Leger en Vloot
- Medaille voor de Verdediging van Leningrad
- Medaille voor de Verdediging van Moskou
- Medaille voor de Overwinning over Duitsland in de Grote Patriottische Oorlog 1941-1945
- Medaille voor het achthonderdjarig bestaan van Moskou

### Buitenlandse
- Orde van de Republiek (Volksrepubliek Toeva) 3 maart 1942
- Legioen van Eer (Frankrijk)
- Kruis voor Militaire Heldhaftigheid (Frankrijk).
- Legioen van Verdienste (Verenigde Staten)

## Nagedachtenis
Straten en pleinen zijn naar Govorov genoemd:
- in Rusland: in Moskou (Oelitsa Govorova), Sint-Petersburg, Krasnojarsk, Irkoetsk, Tomsk, Kirov, Rostov aan de Don, Odintsovo, Mozjajsk, Roeza, Jelaboega, Sovjetsk, Kirov Oblast, Balasjicha, Grjaz, Nizjnjaja Toera, Novosjachtinsk, Revda, Salsk, Sotsji;
- in Oekraïne: in Kiev, Odessa, Donetsk, Kremenchug;
- In Kazachstan: in Taraz, Oest-Kamenogorsk;
- in Tadzjikistan: in Doesjanbe.

In St. Petersburg geïnstalleerd:
- Monument op het Statsjek-plein geplaatst in 1999;
- Twee gedenkplaten: Kronverkskaja-straat nr. 29 en Maarschalk Govorov-straat nr. 2;
- Borstbeeld op het grondgebied van de school "Baltika College" ook met de naam Govorov, Majakovski straat nr. 37B.

Ook is de naam van Govorov in St. Petersburg het plein op de kruising van Moskovski Prospekt en de oever van de Fontanka-rivier. Bij het plein werd een gedenkteken "Plein van maarschalk L. A. Govorov" geplaatst.
In Jelaboega werd in 2000 een borstbeeld onthuld op Herdenkingsplein en een gedenkplaat op het gebouw van de voormalige school Naberezjnaja-straat nr. 19.
In Kirov werd op 7 mei 2015 in het Overwinningspark een borstbeeld voor Govorov onthuld.
In oktober 2021 werd een gedenkplaat onthuld op het gebouw van het hoofdkwartier van het 5e Leger in Oessoerijsk 
In Moskou, Sint Petersburg en Jelaboega werden scholen vernoemd naar Govorov.
In 1981 werd Govorov postuum ereburger van Mozjajsk.
- Gemeinsame Normdatei: 136105904
- International Standard Name Identifier: 0000 0000 5557 0415
- Library of Congress Control Number: no98066748
- Nationale Bibliotheek van Tsjechië: xx0070249
- Nationale Bibliotheek van Israël: 987007285813005171
- Virtual International Authority File: 36534805
- WorldCat: E39PBJgHcpjGT7JV6hc3b7B773